# Coprinus cordisporus
Coprinus cordisporus är en svampart som beskrevs av T. Gibbs 1908. Coprinus cordisporus ingår i släktet Coprinus och familjen Agaricaceae.  Arten är reproducerande i Sverige. Inga underarter finns listade i Catalogue of Life.
I den svenska databasen Dyntaxa används istället namnet Coprinus patouillardii för samma taxon.  Arten är reproducerande i Sverige.